# Kościół w Saint-Bonnet-des-Quarts
Kościół w Saint-Bonnet-des-Quarts – wzniesiony w XII wieku. Od 19 listopada 1991 roku posiada status monument historique, w kategorii classé (zabytek o znaczeniu krajowym)

## Lokalizacja
Kościół jest zlokalizowany w miejscowości Saint-Bonnet-des-Quarts, przy 6 Chemin de la Madone, w departamencie Loara, w regionie Auvergne-Rhône-Alpes.

## Historia
Kościół został wzniesiony w XII wieku. Zachowało się prezbiterium romańskie wraz z malowidłami ściennymi które jest obecnie wschodnią kaplicą transeptu. W 1834 roku do starego kościoła romańskiego dobudowano nowy budynek świątyni.
Freski z XII wieku przedstawiają Chrystusa w majestacie w otoczeniu 4 ewangelistów. W kaplicy umieszczono także polichromowaną drewnianą figurę św. Bonneta (XVIII w.), a z tyłu kościoła rzeźbię przedstawiającą chrzest Chrystusa przez Jana Chrzciciela (XIX w.).
Na wieży kościoła znajdują się dwa dzwony, jeden z 1600 r., drugi z 1650 r.

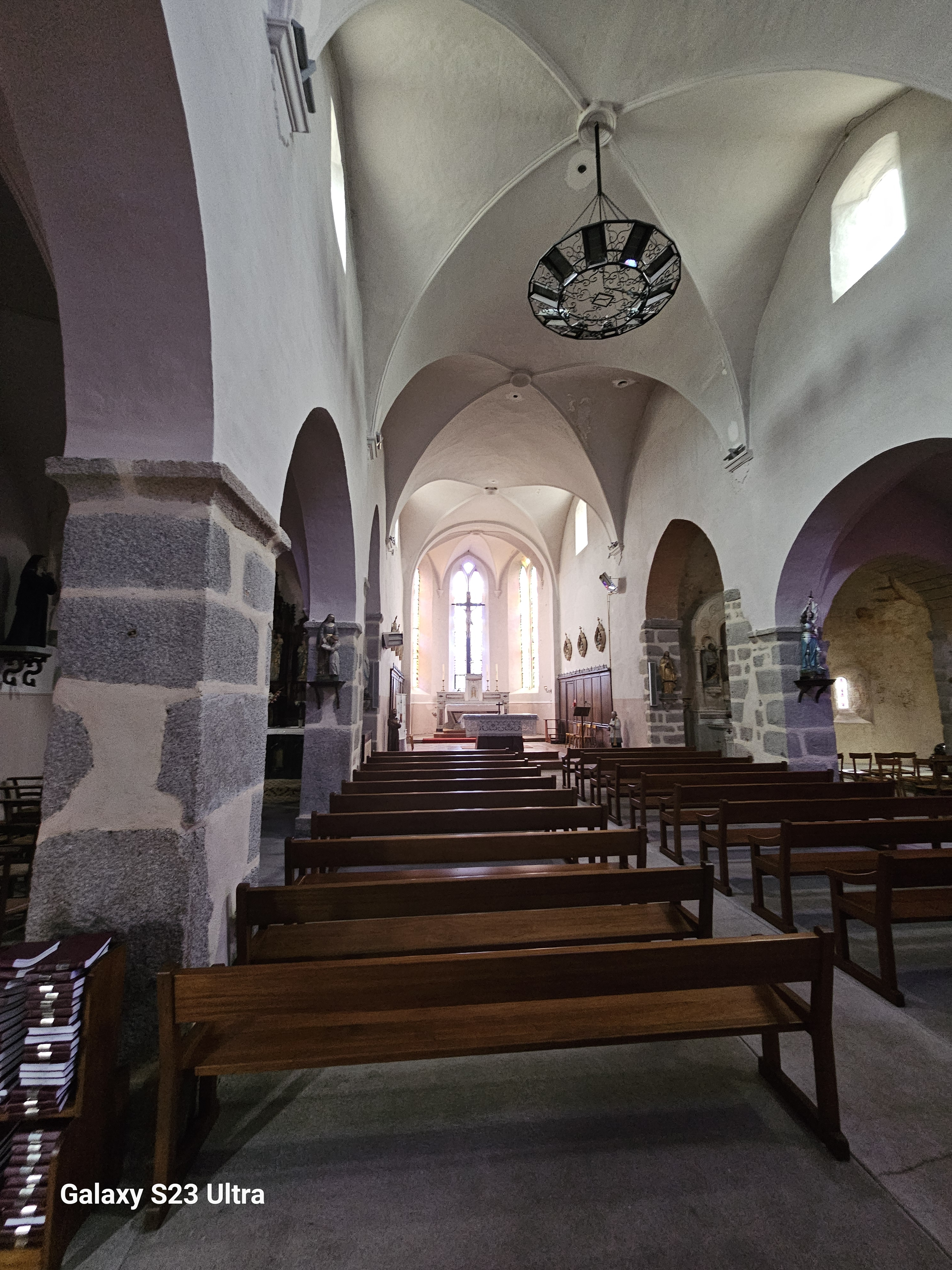
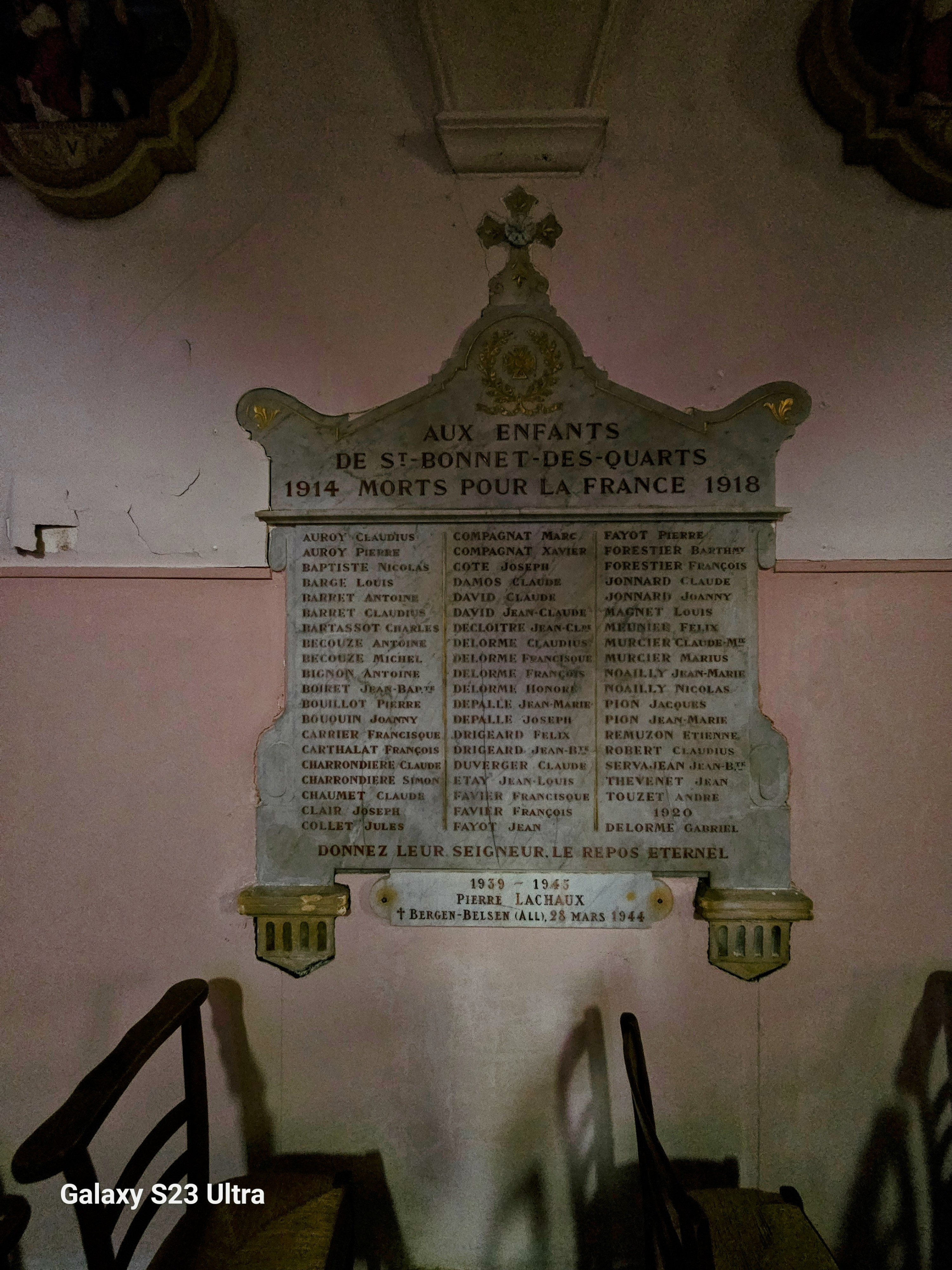
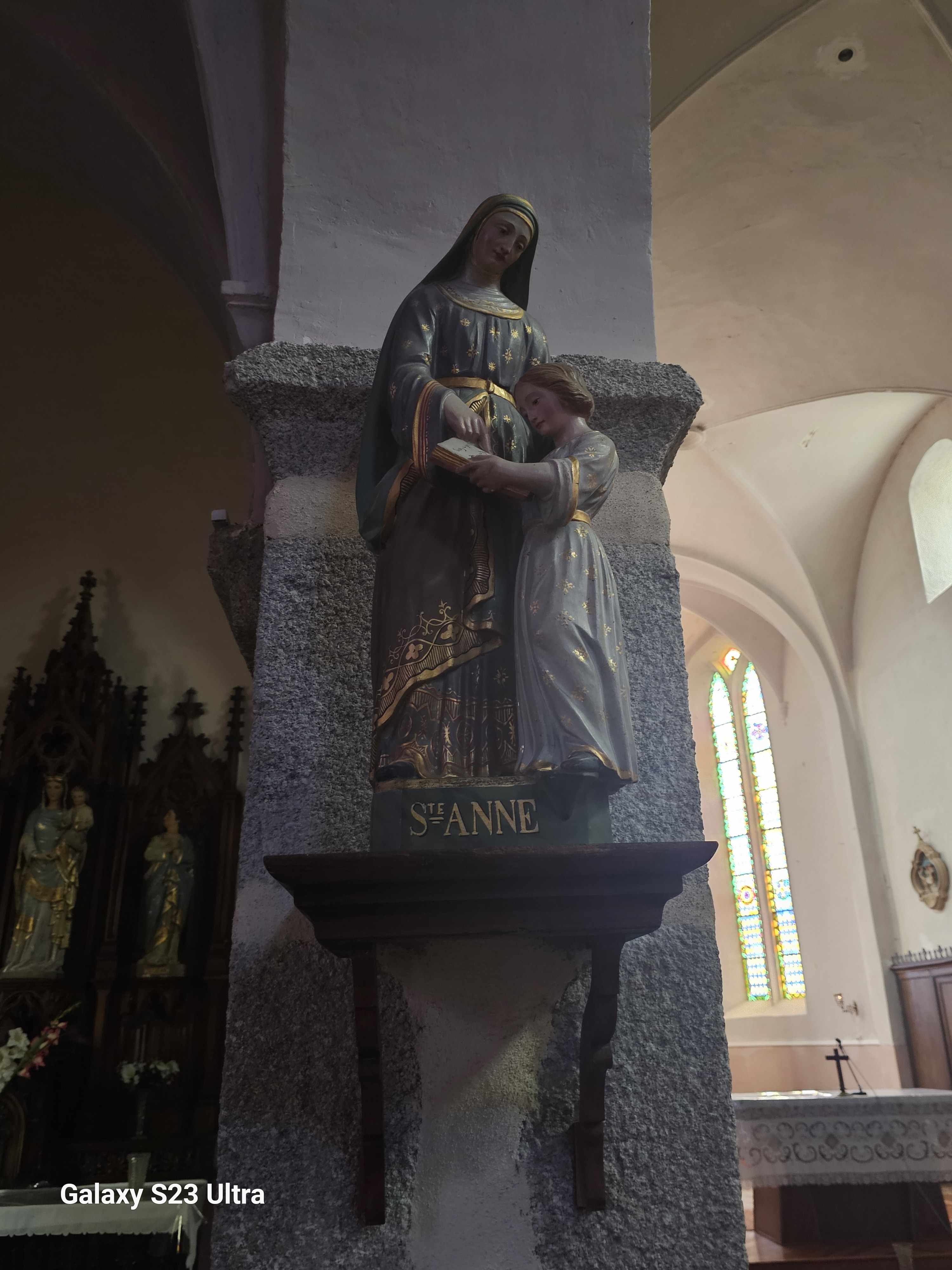
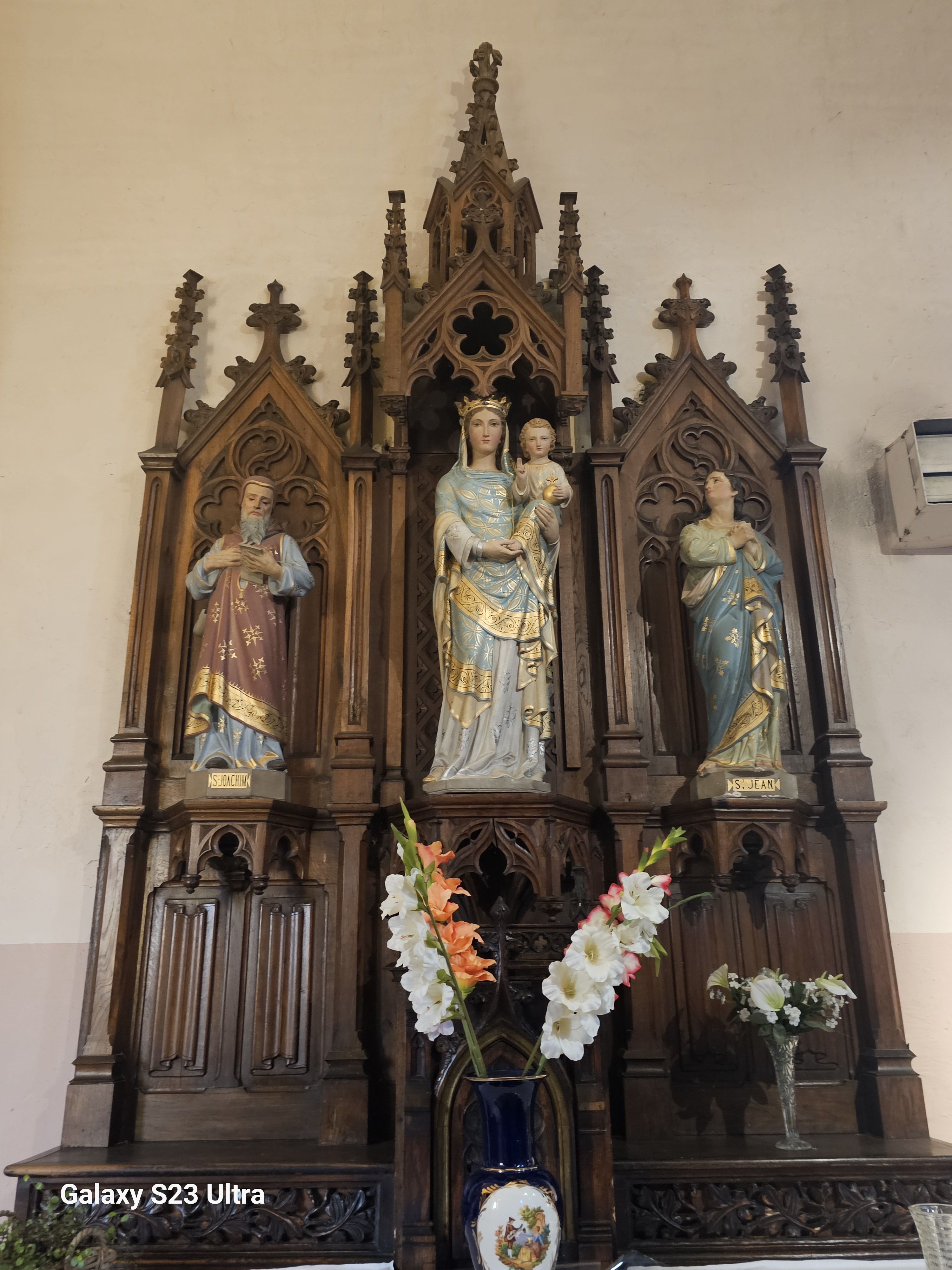
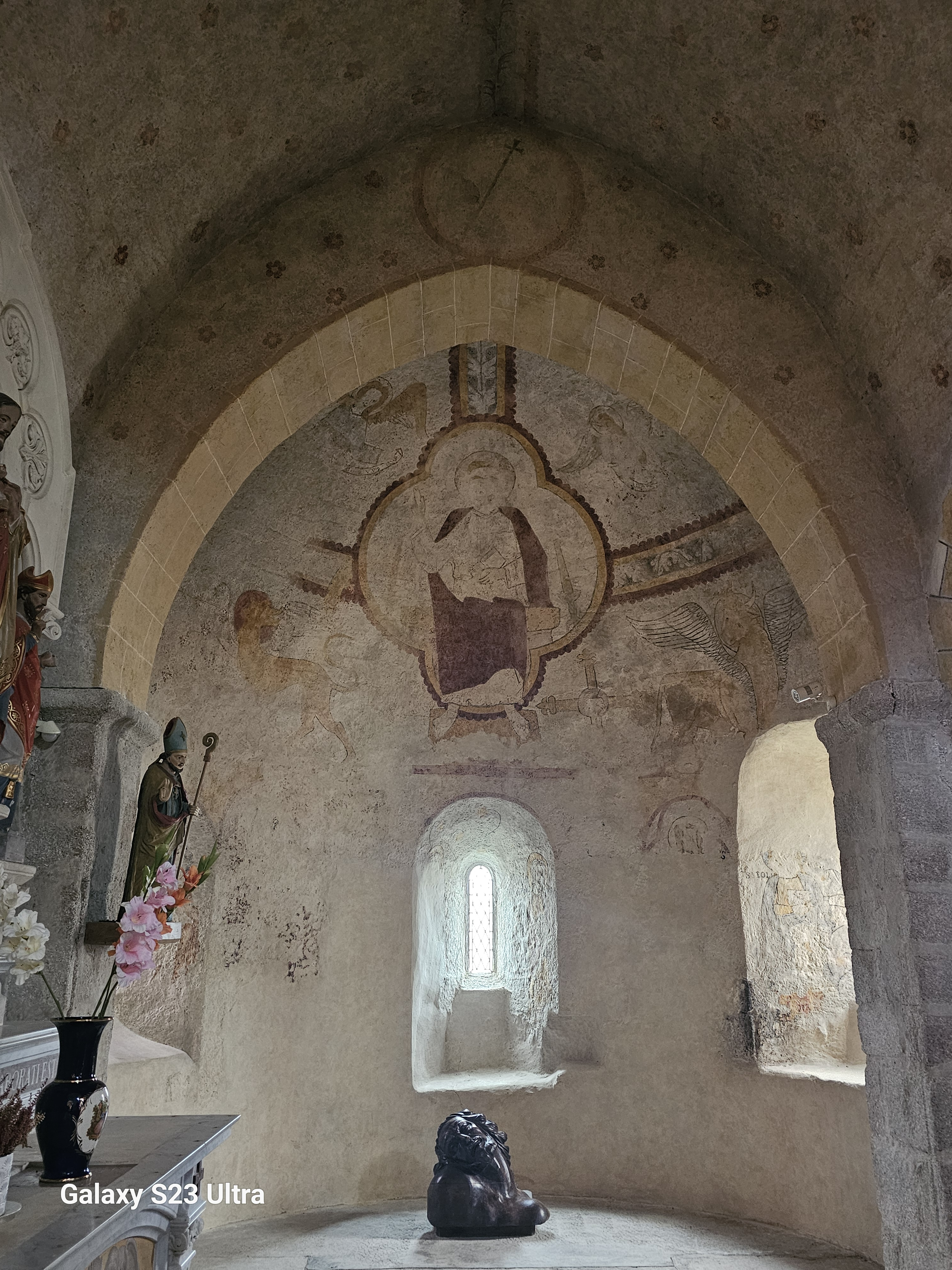
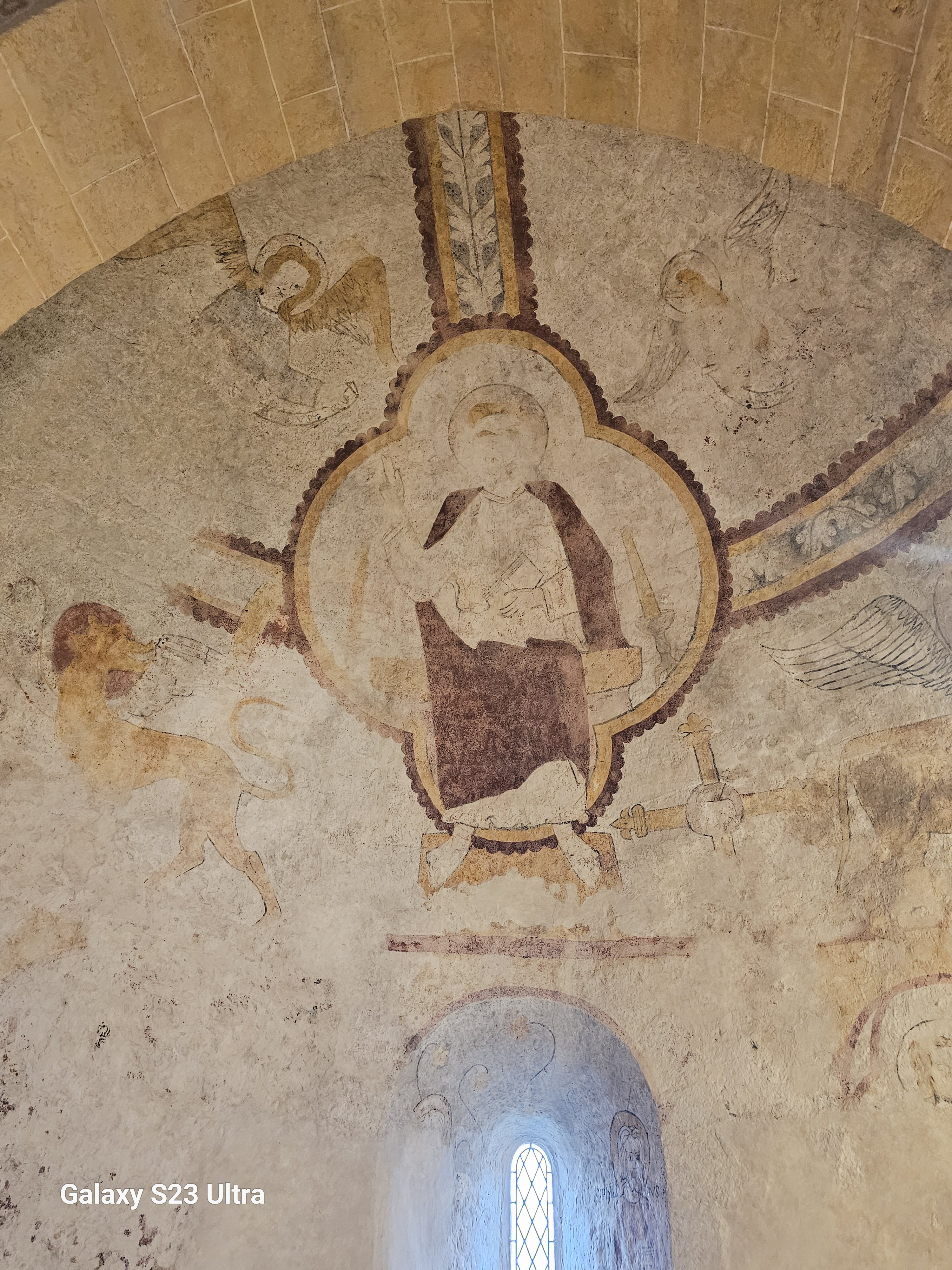
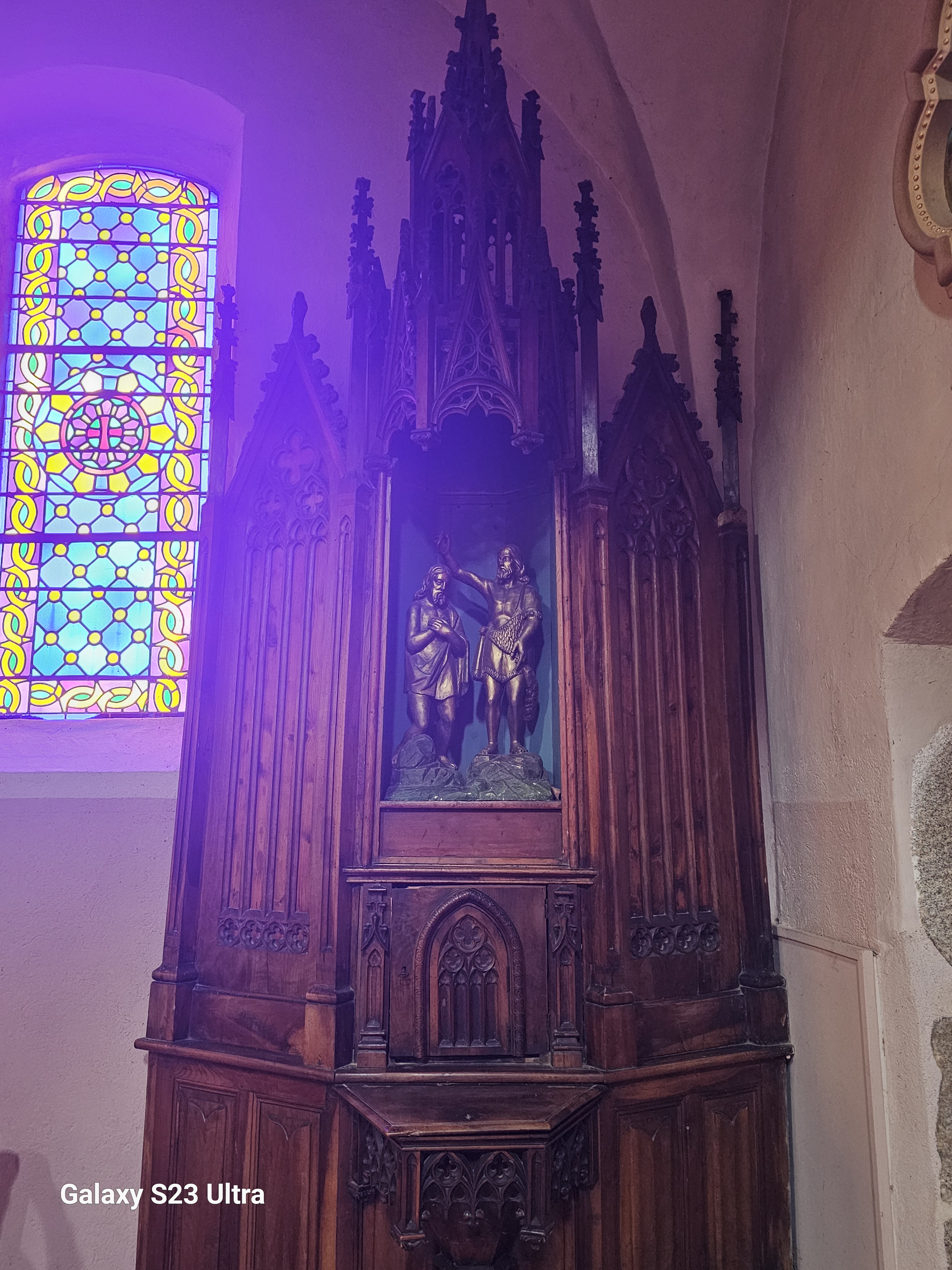